# Непересекающиеся магистерии
Непересекающиеся магистерии (англ. Non-Overlapping Magisteria, NOMA) — философская идея, предложенная Стивеном Гулдом. Впервые упоминается им в статье «Непересекающиеся магистерии» для Британского научного журнала «Journal of Natural History» в 1997 году и окончательно раскрывается в книге «Скалы вечные» (1999). По мнению Гулда, области, изучаемые наукой и религией, не пересекаются: наука занимается эмпирическими исследованиями, например, устройством Вселенной, а религия — «вопросами всеобщего смысла и моральных ценностей». Термин «магистерия» Гулд объяснил как «область жизни, в которой определённый способ познания обладает адекватными инструментами для осмысленной дискуссии и принятия решений».
Магистериум, или сфера влияния, науки охватывает эмпирическую область: из чего состоит Вселенная (факт) и почему она устроена таким образом (теория). В область религии входят вопросы всеобщего смысла и моральных ценностей. Эти области не перекрываются и не охватывают все возможные темы исследований (например, есть ещё область искусства и смысл красоты). Обращаясь к известному изречению, наука определяет век (возраст) скал, а религия – скалы веков; наука изучает строение горних высей, а религия – дорогу к ним.Стивен Джей Гулд, «Скалы вечные»
Гулд надеялся, что идея непересекающихся магистерий сможет положить конец спорам между религией и наукой, разделив сферы их компетенций. Он утверждал, что магистерии науки и религии настолько отличаются, что они не могут комментировать, обсуждать, критиковать идеи друг друга.
По данным социологического исследования, проведённого в 2013 году, большинство членов Лондонского королевского общества не указали ни сильного несогласия, ни сильного согласия с идеей NOMA (при этом подавляющее большинство членов подтвердили решительное неприятие веры в личного Бога, существование сверхъестественной сущности и жизни после смерти). Среди членов не было единого мнения относительно того, находятся ли наука и религия в конфликте. Когда данные были разделены по принадлежности стипендиатов к биологическим или физическим наукам, были получены разные результаты. Стипендиаты из физических наук, как правило, видели меньше конфликта между наукой и религией (31,5 % согласившихся против 18,0 % не согласившихся), а стипендиаты из биологических наук, как правило, видели больше конфликта (21,0 % согласившихся против 31,1 % не согласившихся).
Ответы стипендиатов на вопрос NOMA охватывают весь спектр от открытого конфликта до мирного сосуществования. Поскольку ответ «7» указывает на отсутствие напряженности между религией и наукой, а ответ «1» — на открытый конфликт, то большинство стипендиатов считают, что напряжённость действительно существует между этими двумя способами познания мира: большинство преимущественно атеистических учёных видят напряженность, но не считают религию находящейся в открытом конфликте с наукой. Наряду с большей вероятностью выражения атеистических взглядов учёные-биологи в данной выборке также были менее склонны, чем учёные-физики, признавать, что наука и религия могут мирно сосуществовать. По мнению авторов исследования, это может быть связано с тем, что биологические науки несут на себе основную тяжесть религиозного вмешательства в науку. Например, эволюция, исследования стволовых клеток и клонирование подвергались нападкам, хотя и в разной степени и с разных направлений, со стороны религиозных активистов. Кроме того, есть свидетельства того, что эволюционное мышление само по себе может отдалить учёных от веры в Бога. С другой стороны, со времён Галилея физические науки не подвергались угрозе со стороны сторонников религиозных догм. Поэтому, возможно, отношение учёных к религиозным убеждениям формируется под влиянием опыта прямого антагонизма или его отсутствия по отношению к их науке.
Известный западноарабский философ XII века Ибн-Рушд в своих работах упоминал идею, схожую с непересекающимися магистериями. В ответ на критику со стороны последователей философской школы Аристотеля, он различал два вида исследования мира: один — эмпирический (научный), другой — теологический (религиозный). Более поздние мыслители, в том числе, Фома Аквинский категорически отвергали подобное разделение.
Английский эволюционный биолог Ричард Докинз посвятил идее непересекающихся магистерий главу в своей книге «Бог как иллюзия». Он критикует идею Гулда, утверждая, что теологи не обладают никаким знанием, которое недоступно учёным, и не могут «притязать на экспертное знание по вопросам, в которых имеют не больше квалификации, чем сами учёные».
Британский космолог и астрофизик Мартин Джон Рис начинает свою книгу «Наша космическая обитель» двумя вопросами и даёт ответ, основанный на идее NOMA:
Наиглавнейшая загадка — почему всё вообще существует. Что вдохнуло жизнь в уравнения и организовало на их основе Вселенную? Однако эти вопросы выходят за рамки научных: они принадлежат сфере философии и теологии.